# العادات السبع للناس الأكثر فعالية
العادات السبع للناس الأكثر فعالية (بالإنجليزية: The 7 Habits of Highly Effective People) لستيفن كوفي هو كتاب تنمية ذاتية يركز على تطوير العادات الشخصية التي تؤدي إلى النجاح في الحياة المهنية أو في الحياة عمومًا. نشر الكتاب لأول مرة في عام 1989. وقد بيعت أكثر من 15 مليون نسخة ترجمت ل38 لغة منذ أول ما نشر، وتم الاحتفال بالطبعة الخامسة عشر في الذكرى السنوية عام 2004. الكتاب يتعرض لسبع مبادئ، إذا طبقت كعادات فإنها من المفترض أن تساعد الشخص على أن يكون أكثر فعالية.كوفي يؤكد أنه يمكن تحقيق ذلك عن طريق مواءمة النفس إلى ما يسميه «بالبوصلة الداخلية باتجاه الشمال» على أساس المبادئ الأساسية للأخلاقيات والطابع حيث أنه يعتقد أنها عالمية وغير محدودة زمنيا.
الكتاب حقق شعبية هائلة، واشتهر كوفي بمحاضراته العامة وحلقات العمل. كما كتب عدداً من الكتب الأخرى منها:
- الشيء الأول أولا
- مبدأ القيادة المحورى
- سلطة العادات السبع: تطبيقات ورؤى
- العادات السبع للأسر الأكثر فعالية
- ما بعد العادات السبع
- التعايش مع العادات السبع، ومجموعة من القصص من الناس الذين قاموا بتطبيق العادات السبع على حياتهم
- 'العادة الثامنة: من الفعالية إلى العظمة، تكملة لكتاب العادات السبع نشر في عام 2004

شين كوفي (نجل ستيفن) ألف نسخة من الكتاب للمراهقين، 'والعادات السبع للمراهقين الأكثر فعالية' هذه النسخة تبسط السبع عادات للقراء الأصغر سنا حتى يتسنى لهم فهمها بشكل أفضل. في تشرين الأول/أكتوبر 2006، نشر شين كوفي كتاب أهم ستة قرارات ستتخذها قي حياتك: دليل للشباب. ويبرز هذا الدليل اللحظات الرئيسية في حياة المراهق، ويقدم نصائح عن كيفية التعامل معها.
ستيفن كوفي، النجل الأكبر لستيفن كوفي، كتب كتابا بعنوان سرعة الثقة.

## العادات السبع
كل فصل في الكتاب مخصص لعادة من العادات السبع للناس الأكثر فعالية،
قسم الكاتب العادات السبع للناس الأكثر فعالية إلى ثلاثه اقسام.
القسم الأول: الاستقلالية أو ضبط النفس
تتكلم الثلاث عادات الأولى عن التحول من الإعتماد الخارجي إلى الإعتماد الداخلي.
- عادة رقم 1: كن مبادراٌ.
- العادة رقم 2: ابدأ والغاية في ذهنك.
- العادة رقم 3: ابدأ بالأهم قبل المهم.

القسم الثاني: الثلاث عادات التالية تتكلم عن الاعتمادية المتبادلة أو العمل مع الآخرين.
- عادة رقم 4: تفكير مكسب\مكسب.
- العادة رقم 5: السعي لأن تفهَم أولا، قبل أن تُفهم.
- العادة رقم 6: التآزر والتكاتف.

القسم الثالث: التحسن والتطور المستمر
- عادة رقم 7: شحذ المنشار.

الفصول مخصصة لكل من العادات السبع، والتي تمثل الضرورات التالية:
1. عادة رقم 1: كن مبادراً.

تملك زمام حياتك عن طريق إدراك أن قراراتك (وأهمية أن تكون على سياق مع المبادئ التي تؤمن بها) هي العامل الأساسي والأكثر تأثيراٌ للفعالية في حياتك. أنت مسؤول عن تصرفاتك واختياراتك والنتائج المترتبه عليها.
يؤكد كوفي على أصل كلمة «المبادرة» الذي اخترعه فيكتور فرانكل مؤلف الكتاب الأكثر مبيعاٌ الإنسان يبحث عن معنى. يمكنك إما أن تكون مبادراٌ، أو تتصرف تعتمد على رد الفعل عندما يتعلق الأمر بشأن كيفية الاستجابة لبعض الأمور. عندما تقوم برد الفعل، ستلوم الآخرين والظروف على العقبات أو مشاكل. استباقها يعني تتحمل المسؤولية عن كل جانب من جوانب حياتك. المبادرة واتخاذ الإجراءات اللازمة ومن ثم متابعتها تملكك حياتك وتخرجنا من إطار الضحية. يؤكد كوفي أيضاً أن الإنسان يختلف عن الحيوانات الأخرى في أن لديه الوعي الذاتي. لديه القدرة على فصل نفسه بنفسه، ومراقبة الذات؛ التفكير بأفكاره. يضيف أن هذه الصفة وتمكنه منها: وهذا يعطيه قوة لا تتأثر بالظروف. كوفي تحدث عن الحافز والاستجابة له. بين الحافز ورد الفعل، لدينا من قوة الإرادة الحرة لما يكفى لاختيار استجابتنا.
1. عادة رقم 2: ابدأ والغاية في ذهنك.

اكتشف نفسك وحدد أهدافك وقيمك الشخصية العميقه، كن لديك رؤيا وتصور لشخصيتك المثالية في أدوار حياتك المتعددة وعلاقاتك المختلفة.
هذا الفصل يتناول تحديد أهداف طويلة الأجل على أساس مبدأ «البوصلة الداخلية». كوفي يوصي بصياغة «رسالة شخصية» واحدة لتصور ورؤية الشخص عن نفسه في الحياة. أنه يرى أن التصور أداة هامة لتطوير هذا. كما يتناول بيانات المهام التنظيمية، الذي يدعي أنه أكثر فعالية إذا وضع وتلقى الدعم من جميع أعضاء المنظمة بدلا من وصفه.
1. العادة 3— مبادئ النزاهة والتنفيذ: كوفي يصف إطارا تحديد أولويات العمل التي تهدف إلى تحقيق الأهداف الطويلة الأجل، وذلك على حساب المهام التي تبدو مستعجلة، ولكن هي في الواقع أقل أهمية. اعتبر الإنابة جزءا هاما من إدارة الوقت. نجاح الإنابة، وفقا لكوفي، يركز على النتائج والمعايير التي يتم الاتفاق عليها مسبقا، بدلا من التركيز على وصف خطط عمل مفصلة. العادة 3 تم مناقشتها بتوسع كبير في الكتاب التالى الشيء الأول أولا.
2. عادة 4— مبادئ المنفعة المتبادلة: تصرف يقوم على المنفعة المتبادلة للحلول المنشودة التي تلبي احتياجات النفس، فضلا عن غيرهم، أو، في حالة الصراع، كل من الأطراف المعنية.
3. العادة 5—مبادئ التفاهم المتبادل: كوفي يحذر من إعطاء المشورة قبل تقمص وضع الشخص الآخر الذي من شأنه أن يؤدي بالتالي إلى رفض هذه النصيحة. الاستماع بدقة إلى شخص الآخر بدلا من الانشغال بمحاولة قراءة وفهم ذاتك يؤدى إلى زيادة فرص العمل وإنشاء قناة اتصال مفتوحة.
4. عادة 6— مبادئ التعاون الخلاق: طريقة العمل في فرق. تطبيق فعال لحل المشكلة. تطبيق اتخاذ القرار بصورة جماعية. قيمة الخلافات. البناء على نقاط القوة المتباينة. زيادة التعاون الخلاق. تبني وتعزيز الابتكار. لذلك عندما تطرح فكرة التآزر وتصبح عادة، نتيجة العمل كفريق سوف تتجاوز مجموع كل ما يمكن للأعضاء تحقيقة بصورة فردية. «الكل مجموعة أكبر من مجموع أجزائه».
5. عادة 7— مبادئ التجديد المتوازن الذاتي: يركز على التوازن الذاتي للتجديد: استعد كوفي ما يسميه «القدرة الإنتاجية» من خلال المشاركة في الأنشطة الترفيهية المختارة بعناية. كوفي شدد على ضرورة شحذ الذهن.

## خُلاصة
استخدم كوفي مصطلح Does Covey predate Simpson?[بحاجة لمصدر] سلامة العقل أو سلامة الذهن ، وهذا يعني مفهوم الإيمان بأن هناك موارد كافية للنجاح في العمل، وإمكانيه المشاركة مع الآخرين، وذلك عند النظر إلى الناس بتفاؤل. وهذا يتناقض مع التفكير في الندرة، التي تقوم على فكرة أنه نظرا لكمية الموارد المحدودة لا بد للشخص من تخزينها وحمايتها من الآخرين. الأفراد ذوي العقلية السليمة من المفترض أن يكونوا قادرين على الاحتفال بالنجاح مع الآخرين بدلا من الشعور بالتهديد.
وهناك عدد من الكتب التي نشرت في الصحف منذ ذلك الحين تناقش هذه الفكرة. سلامة العقل يعتقد أن تحدث عندما تتوفر درجة عالية من تقدير الذات والأمن، مما يؤدي إلى تقاسم الأرباح، والاعتراف بالمسؤولية. يمكن أن ينطبق هذا أيضا على المنظمات حتى تتصرف بسلامة عقل في أعمالها.

## روابط إضافية
- صفحة فرانكلين كوفي الرئيسية
- 2007 «إدارة الوقت» محاضرة راندي باوتش
- ملخص لكتاب العادات السبع للأشخاص الأكثر فعالية